# Argentina International 2013
Die Argentina International 2013 im Badminton fanden vom 6. bis zum 9. Juni 2013 in Buenos Aires statt.

## Sieger und Platzierte
| Disziplin    | Gold                           | Silber                           | Bronze                         |
| ------------ | ------------------------------ | -------------------------------- | ------------------------------ |
| Herreneinzel | Arnaud Génin                   | Jan Fröhlich                     | Ilian Perez                    |
| Herreneinzel | Arnaud Génin                   | Jan Fröhlich                     | Job Castillo                   |
| Dameneinzel  | Lohaynny Vicente               | Cynthia González                 | Ana Paula Campos               |
| Dameneinzel  | Lohaynny Vicente               | Cynthia González                 | Fabiana Silva                  |
| Herrendoppel | Hugo Arthuso Alex Tjong        | Andrés Corpancho Gonzalo Duany   | Jan Fröhlich Zdenek Svata      |
| Herrendoppel | Hugo Arthuso Alex Tjong        | Andrés Corpancho Gonzalo Duany   | Italo Hauer Gustavo Pupo       |
| Damendoppel  | Paula Pereira Lohaynny Vicente | Daniela Macías Luz María Zornoza | Ana Paula Campos Yasmin Cury   |
| Damendoppel  | Paula Pereira Lohaynny Vicente | Daniela Macías Luz María Zornoza | Aileen Chiñas Cynthia González |
| Mixed        | Lino Muñoz Cynthia González    | Hugo Arthuso Fabiana Silva       | Esteban Mujica Chou Ting Ting  |
| Mixed        | Lino Muñoz Cynthia González    | Hugo Arthuso Fabiana Silva       | Daniel Paiola Paula Pereira    |